# Universitat Colinas de Boé
La Universitat Colinas de Boé (UCB) és una institució d'ensenyament superior privada de Guinea Bissau fundada el setembre de 2003. Rep el nom de "Colinas de Boé", en homenatge al lloc històric on Nino Vieira va proclamar la independència de Guinea Bissau.

## Història
La Universitat Colinas de Boé va ser creada en homenatge al 30è aniversari de la independència de Guinea, el 24 de setembre de 2003, marcant un període de creixement de l'oferta de nivell superior al país. D'antuvi només oferia quatre llicenciatures. L'any 2006, finalment, va poder equipar la seva biblioteca amb la dotació de llibre donat per l'ambaixador José Manuel Paes Moreira.
Em 2003 va establir un acord de cooperació amb el Instituto Politécnico de Leiria (IPLeiria), on mantenia una estratègia de concessió de borses i capacitació de docents. até 2013. Amb el tancament sobtat de la Universitat Amílcar Cabral, l'única universitat pública del país, la UCB esdevingué la major institució d'ensenyament superior de Guinea, perdent el lloc en 2010, a mesura en que la Universidade Lusófona da Guiné augmentà la seva oferta formativa.
Figura prominent en l'establiment de la UCB fou l'ex-rector i doctor en ciències polítiques togolès Flavien Fafali Koudawo, mort el 23 de gener de 2015. Fou substituït en el càrrec per Pedro da Costa.

## Oferta formativa
La UCB ofereix les següents llicenciatures:
- Administració Pública i Economia Social;
- Gestió i Comptabilitat;
- Dret;
- Economia i Comerç Internacional;
- Comunicació Social i Marketing;
- Sociologia;
- Enginyeria Informàtica;
- Enginyeria en Construcció Civil;
- Enginyeria Electrònica.